# Championnats d'Afrique de tir 2014
Navigation
Le Caire/Salé 2011 Le Caire 2015
Les championnats d'Afrique de tir 2014 sont la 11e édition des championnats d'Afrique de tir. Ils ont lieu du 17 au 26 février 2014 au Caire, en Égypte,.

## Hommes
Les médaillés sont les sportifs suivants,,:
| Épreuves                                 | Or                                                       | Argent                                                       | Bronze                                                    |
| ---------------------------------------- | -------------------------------------------------------- | ------------------------------------------------------------ | --------------------------------------------------------- |
| Carabine à 10 m air comprimé             | Mohamed Hamdy Abdelkader (EGY)                           | Amgad Hosen (EGY)                                            | Jacques Pienaar (RSA)                                     |
| Carabine à 10 m air comprimé par équipes | Égypte Mohamed Hamdy Abdelkader Amgad Hosen Hamada Talat | Afrique du Sud Barto Pienaar Jacques Pienaar Charles Vorster | Nigeria Sesan Abolarin Okposo Esugo Barau Waziri          |
| Carabine à 50 m 3 positions              | Ahmed Morad (EGY)                                        | Amgad Hosen (EGY)                                            | Hamada Talat (EGY)                                        |
| Carabine à 50 m couché                   | Ahmed Morad (EGY)                                        | Hamada Talat (EGY)                                           | Gurupreet Dhanjal (KEN)                                   |
| Carabine à 50 m couché par équipes       | Égypte Osama Elsaeid Ahmed Morad Hamada Talat            | Kenya Gurupreet Dhanjal Hemang Dhulashia Gulraaj Sehmi       | Soudan Arif Ali Hayder Ali Medany Omar                    |
| Pistolet à 10 m air comprimé             | Ala Al-Othmani (TUN)                                     | Faycel Chihawi (TUN)                                         | Karim Wagih (EGY)                                         |
| Pistolet à 10 m air comprimé par équipes | Égypte Mohamed Aly El Dahan Ahmed Shaban Karim Wagih     | Algérie Fateh Ziadi Adel Lecheheb Amine Adjabi               | Tunisie Ala Al-Othmani Farid Amri Faycel Chihawi          |
| Pistolet à feu rapide 25 m               | Ahmed Shaban (EGY)                                       | Mahmoud Taha (EGY)                                           | Hesham Rashad (EGY)                                       |
| Pistolet à feu rapide 25 m par équipes   | Égypte Hesham Rashad Ahmed Shaban Mahmoud Taha           | Sénégal Claude D'Almeida Marcel Niane Mamadou Niang          | Nigeria Madu Abdul Kingsley Okereke Sunday Atabo          |
| Pistolet à feu central à 25 m            | Hesham Rashad (EGY)                                      | Hassan Elghoul (EGY)                                         | Mahmoud Taha (EGY)                                        |
| Pistolet à 50 m                          | Mohamed Aly El Dahan (EGY)                               | Karim Wagih (EGY)                                            | Hossam Hassan (EGY)                                       |
| Pistolet à 50 m par équipes              | Égypte Mohamed Aly El Dahan Hossam Hassan Karim Wagih    | Sénégal El Hadji Ibra Dioum Waly Faye Marcel Niane           | Kenya Gurjeet Ghaley Shitul Karma Shah Idris Valimohammed |
| Trap                                     | Abdel Aziz Mehelba (EGY)                                 | Mokhtar Ali Benali (ALG)                                     | Ahmed Zaher (EGY)                                         |
| Trap par équipes                         | Égypte Abdel Aziz Mehelba Ahmed Zaher Hassan Korey       | Algérie Mokhtar Ali Benali Salah Eddine Bouali Fowad Abid    | Tunisie Hechmi Miladi Sofian Bohli Abdelhafidh Douzi      |
| Double trap                              | Adel Fawzy (EGY)                                         | Mohamed Hossam Fouad (EGY)                                   | Mokhtar Ould Mokhtar (ALG)                                |
| Double trap par équipes                  | Égypte Hassan Korey Mohamad Hossam Fouad Adel Fawzy      | Algérie Mokhtar Ould Mokhtar Bouzid Rabah Lounis Ferrat      | Sénégal Hassane Ramlaoui Hussein Zein Salah Hoballah      |
| Skeet                                    | Azmy Mehelba (EGY)                                       | Clément Fakhoury (SEN)                                       | Mohamed Samir Robbana (TUN)                               |
| Skeet par équipes                        | Égypte Mostafa Hamdy Azmy Mehelba Sarkis Martayan        | Sénégal Hussein Zein Clément Fakhoury Hassane Ramlaoui       | Tunisie Mohamed Hammami Samir Robbana Mohamed Zidi        |

### Femmes
Les médaillées sont les sportives suivantes :
| Épreuves                                 | Or                                                     | Argent                                                                | Bronze                                                                   |
| ---------------------------------------- | ------------------------------------------------------ | --------------------------------------------------------------------- | ------------------------------------------------------------------------ |
| Carabine à 10 m air comprimé             | Houda Chaabi (ALG)                                     | Shimaa Hashad (EGY)                                                   | Meriam Riahi (TUN)                                                       |
| Carabine à 10 m air comprimé par équipes | Égypte Nourhan Amer Shimaa Hashad Mennat Allah Hussein | Tunisie Safa Ennassri Meriam Riahi Manel Zitouni                      | Afrique du Sud Burnedine Erasmus Tanya Snyders Chantelle Botha           |
| Carabine à 50 m 3 positions              | Nourhan Amer (EGY)                                     | Reham Ahmed (EGY)                                                     | Kate Iruogbene Otiti (NGA)                                               |
| Carabine à 50 m couché                   | Shimaa Hashad (EGY)                                    | Nourhan Amer (EGY)                                                    | Reham Ahmed (EGY)                                                        |
| Carabine à 50 m couché par équipes       | Égypte Reham Ahmed Nourhan Amer Shimaa Hashad          | Kenya Joyce Chebii Farhia Mohamed Preeyam Sehmi                       | Nigeria Adaeze Mmasicihukwu Eziuzor Kate Iruogbene Otiti Patince Umuigbe |
| Pistolet à 10 m air comprimé             | Noura Nasri (TUN)                                      | Olfa Charni (TUN)                                                     | Dina Esmat (EGY)                                                         |
| Pistolet à 10 m air comprimé par équipes | Tunisie Olfa Charni Ines Kalai Noura Nasri             | Égypte Radwa Abdel Latif Dina Esmat Shaimaa Samir                     | Sénégal Mame Mareme Fall Ndeye Fanta Ndiaye Sinna Niang                  |
| Pistolet à 25 m                          | Afaf Elhodhod (EGY)                                    | Lamya Elhodhod (EGY)                                                  | Sinna Niang (SEN)                                                        |
| Pistolet à 25 m par équipes              | Égypte Afaf Elhodhod Lamya Elhodhod Shaimaa Samir      | Sénégal Sinna Niang Rahmatoullahi Hdeye Khar Diop Aissatou Sall Sobel | Nigeria Nfoniso Ibok Nera Ekpeyoung Ada Ikevude                          |
| Trap                                     | Nourhan Elmeniawy (EGY)                                | Suzan Gaber (EGY)                                                     | Maggy Ashmawy (EGY)                                                      |